# Beue Tann
Beue Tann, även känd som Tan Boyu, född 5 december 1900, död 24 december 1982, var en kinesisk ämbetsman, akademiker, konstsamlare och diplomat. Han var den tidigare kinesiske presidenten och premiärministern Tan Yankais äldste son.
Efter examen vid Tongjiuniversitetet i Shanghai 1921 studerade han vid Technische Universität Dresden i Tyskland, där han tog examen 1924. Efter återkomsten till Kina 1929 arbetade han en tid i vapenindustrin. Han var Republiken Kinas chargé d'affaires i Stockholm april 1934-september 1936 och han var handelsråd vid kinesiska legationen i Berlin 1938-1941.
Han återvände till Kina 1942 under det andra världskriget och tjänstgjorde vid ekonomi- och transportministerierna med viceministers rang. 1949 valdes han in i Kuomintangs ansvarsutskott och han var särskild rådgivare åt Republiken Kinas president på Taiwan från 1971 fram till sin död. Han bosatte sig senare i USA. Efter Beue Tanns död donerade hans efterlevande hans omfattande konstsamling till Nationella palatsmuseet i Taipei.
Han har gett namn åt Tam Pak Yu College i Hongkong.